# Mira (canton)
Mira est un canton d'Équateur situé dans la province de Carchi.